# Die Fähre (Ingeborg Bachmann)
Die Fähre ist die erste Veröffentlichung von Ingeborg Bachmann. Die kleine Erzählung erschien am 31. Juli 1946 in der Kärntner Illustrierten in Klagenfurt. Die Autorin hatte den Text Anfang Juli 1945 entworfen. Eine Überarbeitung wurde am 24. April 1949 in der Wiener Tageszeitung (später Neue Österreichische Tageszeitung) abgedruckt.

## Inhalt

### Handlung
Während des Wartens auf Kundschaft am Ufer des mächtigen Flusses beobachtet der junge Fährmann Josip Poje die Fenster des am nahen Waldrand liegenden Herrenhauses. Der Herr ist mächtig und gut, aber alt. Josip versteht nicht, weshalb die junge Maria, eine von seinen Kundinnen, dem Herrn ständig Lebensmittel ins Haus trägt. Der Herr hat doch Personal. Josip und Maria wohnen beide an dem Ufer des Flusses, das dem Herrenhaus gegenüberliegt.
Als Maria eines Sommerabends ganz ohne Lebensmittelkorb kommt und sich übersetzen lassen will, weigert sich der junge Fährmann und macht der Schönen eine unbeholfene Liebeserklärung. Maria weist Josip nicht ab.

## Rezeption
Die Fachwelt ist sich bei der Auslegung des Textes uneins. Eine Ursache könnte die filigran-mehrdeutige Artikulation der jungen Autorin sein. Andreas Hapkemeyer gibt in seiner Besprechung aus dem Jahr 1983 zwar Südkärnten als Ort der Handlung an, glaubt aber im Fall der „Fähre“ mehr an die Bebilderung „innerer Landschaften“. Im Gegensatz dazu spricht Geesen schlicht von „naturnahe[n] Bilder[n]“. Dargestellt werde Josips anfängliche Ruhe, gefolgt von seiner Beunruhigung in der Textmitte. Konsequent sei dem folgend der Schluss. Josip kaschiere mit beherztem Auftreten Maria gegenüber seine Irritation – gleichsam passend zum Thema der Erzählung: die „Frau als Objekt des Mannes“. Ganz anders interpretiert Jost Schneider diesen Betreff. Josip wolle Maria vor einem Verhältnis mit dem Bewohner des Herrenhauses bewahren; einer Beziehung, die Maria nur Unglück brächte. Höller liest in seiner kurzen Besprechung des Inhalts heraus: Maria sei dem mächtigen Herren da drüben am anderen Ufer verfallen. Beicken argumentiert ähnlich und stellt das kampfbetonte Werben Josips um die Gunst des Mädchens heraus. Maria gibt dem Drängen des Knechtes, der sich in dem genannten Kampf zum Herren aufschwingt, nach, indem sie Entgegenkommen immerhin in Aussicht stellt.
Bartsch  sieht gar den Fluss als Grenze in das unerreichbare Jenseits, wenn es um die diesseitige Beschränkung der beiden jungen Leute geht. Albrecht und Göttsche hingegen reden von profaner Kärntner „sozialkritischer Heimatliteratur“.

### Textausgaben
Verwendete Ausgabe
- Christine Koschel (Hrsg.), Inge von Weidenbaum (Hrsg.), Clemens Münster (Hrsg.): Ingeborg Bachmann. Werke. Zweiter Band: Erzählungen. Piper, München 1978, ISBN 3-492-11702-3, S. 10–14. (Band 1702 der Serie Piper)

### Sekundärliteratur
- Otto Bareiss, Frauke Ohloff: Ingeborg Bachmann. Eine Bibliographie. Mit einem Geleitwort von Heinrich Böll. Piper, München 1978, ISBN 3-492-02366-5.
- Peter Beicken: Ingeborg Bachmann. Beck, München 1988, ISBN 3-406-32277-8. (Beck’sche Reihe: Autorenbücher, Bd. 605)
- Michael Matthias Schardt (Hrsg.): Über Ingeborg Bachmann. Rezensionen – Porträts – Würdigungen (1952–1992). Rezeptionsdokumente aus vier Jahrzehnten. Igel Verlag, Paderborn 1994, ISBN 3-927104-53-1.
- Kurt Bartsch: Ingeborg Bachmann. 2. Auflage. Metzler, Stuttgart 1997, ISBN 3-476-12242-5. (Sammlung Metzler. Band 242)
- Mechthild Geesen: Die Zerstörung des Individuums im Kontext des Erfahrungs- und Sprachverlusts in der Moderne. Figurenkonzeption und Erzählperspektive Ingeborg Bachmanns. Schäuble, Rheinfelden (Baden) 1998, ISBN 3-87718-836-2. (Diss. München 1998)
- Hans Höller: Ingeborg Bachmann. Rowohlt, Reinbek 1999, ISBN 3-499-50545-2.
- Monika Albrecht (Hrsg.), Dirk Göttsche (Hrsg.): Bachmann-Handbuch. Leben – Werk – Wirkung. Metzler, Stuttgart 2002, ISBN 3-476-01810-5.
- Sigrid Weigel: Ingeborg Bachmann. Hinterlassenschaften unter Wahrung des Briefgeheimnisses. dtv, München 2003 (Zsolnay, Wien 1999), ISBN 3-423-34035-5, S. 53–56.